# Lisa Ling
Lisa Ling, née à Sacramento, en Californie, le 30 août 1973, est une journaliste américaine, une personnalité de la télévision, ainsi qu'une autrice.

## Biographie
Elle est née en 1973 à Sacramento, en Californie, de parents émigrés originaires de Taiwan et de Chine. Elle étudie à l'université de Californie du Sud à Los Angeles.
Elle devient reporter sur Channel One News, puis co-présentatrice du talk-show The View (1999-2002) sur ABC. Elle présente également le National Geographic Explorer (2003–2010), et est correspondante spéciale pour le The Oprah Winfrey Show. De fin septembre 2014 à novembre 2022, elle présente l'émission This Is Life with Lisa Ling sur CNN,.